# بوتش وليامز
بوتش وليامز (بالإنجليزية: Butch Williams)‏ هو لاعب هوكي جليد أمريكي، ولد في 11 سبتمبر 1952 في دولوث في الولايات المتحدة.

## وصلات خارجية
- بوتش وليامز على موقع دوري الهوكي الوطني (الإنجليزية)
- بوتش وليامز على موقع قاعة مشاهير الهوكي (لاعب أن.إتش.أل) (الإنجليزية)
- بوتش وليامز على موقع EliteProspects.com (الإنجليزية)
- بوتش وليامز على موقع HockeyDB.com (الإنجليزية)
- بوتش وليامز على موقع Hockey-Reference.com (الإنجليزية)